# Heaven (canción de The Rolling Stones)
«Heaven» —en español: «Cielo»— es una canción compuesta por Mick Jagger y Keith Richards para la banda inglesa de rock The Rolling Stones y se encuentra incluida en el álbum Tattoo You de 1981.

## Grabación
«Heaven» es una de las dos canciones del álbum que fue grabada para el mismo (la otra es «Neighbours»), las demás fueron realizadas durante las sesiones de grabaciones de discos anteriores.
Grabada ente los meses de octubre y noviembre de 1980 y abril y junio de 1981 en los estudios Pathé Marconi de París y en los Atlantic Studios de la ciudad de Nueva York, luego del lanzamiento de Emotional Rescue, cuenta con una alineación poco convencional para una canción de la banda. 

## Personal
Acreditados:
- Mick Jagger: voz, guitarra eléctrica.
- Charlie Watts: batería.
- Bill Wyman: guitarra eléctrica, bajo, sintetizador.
- Chris Kimsey: Piano